# Przedpoście
Przedpoście (łac. Tempus Septuagesimæ – dosł. czas siedemdziesiątnicy) – okres liturgiczny w katolicyzmie i niektórych denominacjach protestantyzmu, poprzedzający bezpośrednio okres wielkiego postu i przygotowujący cały Kościół do niego. Przedpoście w większości Kościołów rozpoczyna się od tzw. Niedzieli siedemdziesiątnicy (Dominica Septuagesimae) i obejmuje również Niedzielę sześćdziesiątnicy (Dominica Sexagesimae) oraz Niedzielę Pięćdziesiątnicy (Dominica Quinquagesimae). Niedziele te przypadają kolejno w siódmym, szóstym i piątym dziesiątku dni przed Niedzielą wielkanocną. Okres 70 dni nawiązuje do okresu 70 lat niewoli babilońskiej.

## Pochodzenie
Pierwsze wzmianki o tym okresie pochodzą z sakramentarza papieża św. Gelazego z V w. W VI w. formalnie zatwierdził go i wprowadził do życia całego Kościoła papież św. Grzegorz Wielki. W czasie Przedpościa obowiązywał złagodzony post, został on zniesiony przez papieża Innocentego IV. Zwyczaj Przedpościa wiąże się z chrześcijaństwem wschodnim. U jego genezy leży potrzeba uzupełnienia 40 dni wielkiego postu, których brak po odliczeniu sobót i niedziel tego okresu. Na zachodzie przyjęty przez klasztory galijskie, a następnie włączony do liturgii rzymskiej.

## Liturgia katolicka
W kalendarzu liturgicznym po reformie Pawła VI z 1969 roku, okres ten został zniesiony. Pozostał jednak obowiązujący w kalendarzu liturgicznym dla nadzwyczajnej formy rytu rzymskiego z 1962 roku, używanego obecnie głównie przez katolickich tradycjonalistów i starokatolików. Niedziela siedemdziesiątnicy przypaść może w zależności od roku w okresie od 18 stycznia do 21 lutego.
W nadzwyczajnej formie rytu rzymskiego w niedziele te obowiązuje fioletowy (pokutny) kolor ornatów. Czytania i ewangelie akcentują zgubne dla ludzkości skutki grzechu oraz zbawienną drogę, którą wskazuje ludziom Jezus Chrystus. W niedziele opuszcza się śpiew Gloria oraz aklamację Alleluia zastępując ją samym Traktusem (Psalmem). W dni powszednie wolne od świąt odprawia się msze z ostatniej niedzieli, pomijając Credo oraz Traktus odmawiając prefację zwykłą (jak w częściach stałych mszy świętej).
Niedziele przedpościa nazywa się również w staropolskiej tradycji kolejno niedzielami: Starozapustną, Mięsopustną, Zapustną. Wiąże się to z tym, że w dni te zachowywano łagodny post, odzwyczajając się stopniowo od spożywania pewnego rodzaju pokarmów przed nadejściem wielkiego postu.
Niedziele te również nazywane są od pierwszych słów mszalnej antyfony na wejście (introitu) – spotyka się zatem nazwy: Dominica Circumdederunt, Dominica Exsurge, Dominica Esto mihi.
| Niedziela przed Wielkanocą | Liczba dni do Wielkanocy | Nazwa łacińska                                      | Nazwa polska       | Ludowa/zwyczajowa nazwa niedzieli                                         |
| -------------------------- | ------------------------ | --------------------------------------------------- | ------------------ | ------------------------------------------------------------------------- |
| 9                          | 63                       | Septuagesima [Dominica in Septuagesima (hebdomade)] | Siedemdziesiątnica | starozapustna, (lub: niedziela starego zapustu, albo: starego mięsopustu) |
| 8                          | 56                       | Sexagesima [Dominica in Sexagesima (hebdomade)]     | Sześćdziesiątnica  | mięsopustna (lub: przedzapustna)                                          |
| 7                          | 49                       | Quinquagesima                                       | Pięćdziesiątnica   | zapustna (lub: młody mięsopust)                                           |

## Liturgia luterańska w Niemczech i w Polsce
Według reformy kalendarza z roku 2019 przedpoście ma sztywną datę początkową: 3 lutego, czyli dzień po Święcie Ofiarowania Pańskiego i Oczyszczenia Marii Panny, które kończy Czas po Epifanii. Liczba niedziel wypadających w przedpościu jest zatem ruchoma i waha się od pięciu do jednej. Poszczególne niedziele noszą nazwy: 5. niedziela przed Postem (Czasem pasyjnym), 4. niedziela przed Postem (Czasem pasyjnym), 3. niedziela przed Postem (Czasem pasyjnym) – Septuagesimae, Przedostania niedziela przed Postem (Czasem pasyjnym) – Sexagesimae, Niedziela przed Postem (Czasem pasyjnym) – Estomihi. W przedpościu obowiązuje zielna barwa liturgicza, nie pomija się Gloria, ani Alleluia.